# Chuck – Der wahre Rocky
Chuck – Der wahre Rocky (Originaltitel: Chuck) ist eine US-amerikanische Boxer-Filmbiografie von Regisseur Philippe Falardeau aus dem Jahr 2016. Er behandelt die Geschichte des Schwergewichtsboxers Chuck Wepner (gespielt von Liev Schreiber), der nach einem Kampf gegen Muhammad Ali große Bekanntheit erlangt hat und als Inspiration zum Film Rocky von Sylvester Stallone diente.
Seine Premiere hatte der Film am 2. September 2016 bei den Internationalen Filmfestspielen von Venedig. In die US-Kinos kam er am 5. Mai 2017, in Deutschland erschien er am 29. September 2017 direkt auf DVD.

## Handlung
Mitte der 1970er-Jahre ist Chuck Wepner der aktuelle Box-Schwergewichts-Meister New Jerseys. Hauptberuflich ist er Getränkehändler im Stadtteil Bayonne, wo er mit seiner Frau Phyllis und seiner Tochter Kimberly lebt, doch sein Traum ist es, den Titel zu gewinnen. Im September 1974 kämpft Chuck gegen Terry Hinke und gewinnt nach zwei Runden mit einem Knock Out. Chucks Trainer Al Braverman erhält daraufhin einen Anruf von Box-Manager Don King und das Angebot, dass Chuck gegen George Foreman kämpfen darf. Dieser muss vorab gegen Muhammad Ali gewinnen. Im Kino schauen Chuck und Phyllis den Kampf und wie Ali Foreman überraschenderweise besiegt. Seinem Frust folgend trifft sich Chuck nach der Vorstellung mit einer Fremden, doch Phyllis erwischt ihn. Sie nimmt die gemeinsame Tochter und zieht aus.
Sein Trainer Braverman erklärt ihm, dass er nun gegen Ali kämpfen wird, der seinen Titel gegen einen Weißen verteidigen soll, und Chuck ist der einzige Weiße in den Top 10. Auf einer Pressekonferenz in New York begegnen sich die beiden zum ersten Mal. Ali ist der klare Favorit, und die Presse nimmt Chuck nicht ernst, doch Chuck nutzt seine Chance und trainiert zum ersten Mal professionell in Vollzeit. Am Abend vor dem Kampf taucht Phyllis in seinem Hotelzimmer auf. Im Titelkampf um die Weltmeisterschaft ist Ali klar überlegen. Chuck bleibt auf den Füßen und übersteht Runde für Runde. Die Fans lieben ihn. In der 9. Runde schlägt Chuck Ali sogar zu Boden und sieht sich bereits als Sieger. Doch Ali kommt wieder auf die Beine und ist wütend. 19 Sekunden vor Ende der 15. Runde wird Chuck durch einen technischen K.O. als besiegt erklärt.
Auch wenn die Presse und Ali behaupten, dass Chuck ihm auf dem Fuß stand und Ali deswegen fiel, wird Chuck von allen Seiten gefeiert und zum Volkshelden erkoren, was er mit wilden Partynächten feiert. Eines Abends trifft Chuck auf die Barkeeperin Linda und gesteht ihr seine Liebe. Doch er ist verheiratet, weswegen sie ihn abblitzen lässt. Chuck erfährt, dass jemand namens Sylvester Stallone einen Film gedreht hat, der von seinem Kampf gegen Ali inspiriert ist. Ab sofort wird er „der wahre Rocky“ genannt und fühlt sich wie ein Filmstar. Er feiert Partys und nimmt zum ersten Mal Kokain, woraufhin Phyllis ihn endgültig aus der Wohnung schmeißt.
Chuck tritt als Showman auf, um weiterhin berühmt und im Gespräch zu bleiben, während Rocky zwei Oscars gewinnt. Chuck feiert den Erfolg und verliert sich immer mehr im Drogenrausch. Er sucht Stallone auf, und die beiden treffen sich zum ersten Mal. Stallone gibt ihm das Drehbuch für den zweiten Teil und lädt Chuck zum Vorsprechen für eine kleine Rolle ein. Unter dem Einfluss von Drogen kann Chuck aber keinen souveränen Auftritt absolvieren und bekommt die Rolle nicht.
Drei Jahre später: Chuck erhält kaum noch Angebote, und durch einen peinlichen Auftritt in der Schule reißt der Kontakt zu seiner Tochter ab. Er trifft erneut auf Linda, doch bevor die beiden sich näherkommen können, wird Chuck in eine Falle gelockt und für den Besitz von Drogen festgenommen. Er landet im Gefängnis. Dort bleibt er fit und kann mit Briefen das Verhältnis zu seiner Tochter verbessern, während Phyllis entscheidet, sich von ihm scheiden zu lassen. Im Gefängnis dreht Sylvester Stallone Lock Up – Überleben ist alles (Lock Up), und Chuck wird eingeladen, ihn dort zu treffen. Chuck lehnt ab.
Nach seiner Entlassung arbeitet Chuck als Show-Boxer bei einem Charity-Event. Er trifft auf Linda, die von seiner Scheidung erfahren hat, und die beiden kommen zusammen. Bei einem gemeinsamen Ausflug in L.A. sehen die beiden eine Statue von Rocky Balboa. Chuck lässt sich mit ihr fotografieren, doch das Foto lässt er vom Wind davonfegen.

## Hintergrund
Der Autor Jeff Feuerzeig hatte 2011 als Regisseur der Dokumentation The Real Rocky den Grundstein für die fiktionalisierte Aufarbeitung des Stoffes gelegt. Am 2. September 2016 hatte der Film unter dem Titel The Bleeder bei den Internationalen Filmfestspielen von Venedig seine Weltpremiere. Es folgten weitere Festivalteilnahmen unter anderem beim Toronto International Film Festival und beim Tribeca Film Festival, ehe der Film in den USA unter dem Titel Chuck am 5. Mai 2017 in die Kinos kam.